# Gregor Foitek
Gregor Foitek (ur. 27 marca 1965 w Zurychu) – były szwajcarski kierowca wyścigowy.
W 1986 roku wygrał mistrzostwa Szwajcarskiej Formuły 3. Również w 1986 roku przeniósł się do Formuły 3000, gdzie ścigał się do roku 1988. W 1989 roku zadebiutował w Formule 1. Wziął udział w 22 Grand Prix, a najlepszym jego miejscem była siódma pozycja w Grand Prix Monako 1990. W 1992 wystartował w dwóch wyścigach serii CART w zespole Foyt Enterprises.

## Wyniki w Formule 1
| Legenda oznaczeń w tabelach wyników Wyświetl szablon na nowej stronie | Legenda oznaczeń w tabelach wyników Wyświetl szablon na nowej stronie                                                                     |
| Oznaczenie                                                            | Wyjaśnienie |
| --------------------------------------------------------------------- | --- |
| Złoty                                                                 | Zwycięzca lub mistrzostwo |
| Srebrny                                                               | 2. miejsce lub wicemistrzostwo |
| Brązowy                                                               | 3. miejsce lub II wicemistrzostwo |
| Zielony                                                               | Ukończył, punktował (w klasyfikacji generalnej, gdy zdobył co najmniej jeden punkt na przestrzeni sezonu, poza trzema powyższymi opcjami) |
| Niebieski                                                             | Ukończył, nie punktował (w klasyfikacji generalnej, gdy nie zdobył co najmniej jednego punktu na przestrzeni sezonu)                      |
| Czerwony                                                              | Nie zakwalifikował się (NZ) |
| Czerwony                                                              | Nie prekwalifikował się (NPK) |
| Różowy                                                                | Nie ukończył (NU) |
| Różowy                                                                | Niesklasyfikowany (NS) (w klasyfikacji generalnej, gdy nie został sklasyfikowany w żadnym wyścigu sezonu)                                 |
| Czarny                                                                | Zdyskwalifikowany (DK) |
| Czarny                                                                | Wykluczony (WYK/EX) |
| Biały                                                                 | Nie wystartował (NW) |
| Biały                                                                 | Kontuzjowany (K/INJ) |
| Biały                                                                 | Wyścig odwołany (OD/C) |
| Bez koloru                                                            | Został wycofany (WYC/WD) |
| Bez koloru                                                            | Nie przybył (NP/DNA) |
| Bez koloru                                                            | Nie brał udziału w treningach (NT/DNP) |
| Bez koloru                                                            | Nie został zgłoszony (–) |
| Pogrubienie                                                           | Start z pole position |
| Kursywa                                                               | Najszybsze okrążenie wyścigu |
| †                                                                     | Nie ukończył, ale jego rezultat został zaliczony ze względu na przejechanie więcej niż 90% dystansu wyścigu.                              |
| *                                                                     | Sezon w trakcie |
| 1/2/3                                                                 | Punktowana pozycja w sprincie kwalifikacyjnym                                                                                             |
| Lista systemów punktacji Formuły 1                                    | |

| Rok  | Zespół   | Samochód | Silnik      | 1      | 2       | 3       | 4       | 5       | 6       | 7       | 8       | 9       | 10      | 11      | 12  | 13  | 14     | 15  | 16  | Msc. | Pkt. |
| ---- | -------- | -------- | ----------- | ------ | ------- | ------- | ------- | ------- | ------- | ------- | ------- | ------- | ------- | ------- | --- | --- | ------ | --- | --- | ---- | ---- |
| 1989 | EuroBrun | ER188B   | Judd V8     | BRA NZ | SMR NPK | MCO NPK | MEX NPK | USA NPK | CND NPK | FRA NPK | GBR NPK |         |         | BEL NPK | ITA | POR |        |     |     | –    | 0    |
| 1989 | EuroBrun | ER189    | Judd V8     |        |         |         |         |         |         |         |         | DEU NPK | HUN NPK |         |     |     |        |     |     | –    | 0    |
| 1989 | Rial     | ARC-02   | Cosworth V8 |        |         |         |         |         |         |         |         |         |         |         |     |     | ESP NZ | JPN | AUS | –    | 0    |
| 1990 | Brabham  | BT58     | Judd V8     | USA NU | BRA NU  |         |         |         |         |         |         |         |         |         |     |     |        |     |     | –    | 0    |
| 1990 | Onyx     | ORE-1B   | Cosworth V8 |        |         | SMR NU  | MCO 7   | CND NU  | MEX 15  | FRA NZ  | GBR NZ  | DEU NU  | HUN NZ  | BEL     | ITA | POR | ESP    | JPN | AUS | –    | 0    |